# Give It to Me
Give It to Me ist ein Lied des US-amerikanischen Hip-Hop-Musikers und Musikproduzenten Timbaland, in Kooperation mit der kanadischen Sängerin Nelly Furtado und dem US-amerikanischen Sänger Justin Timberlake, aus dem Jahr 2007.

## Entstehung und Veröffentlichung
Give It to Me wurde von den drei Interpreten selbst, zusammen mit den Koautoren Tim Clayton und Nate Hills (Danja) geschrieben beziehungsweise komponiert. Timbaland zeichnete für die Produktion verantwortlich.
Die Erstveröffentlichung von Give It to Me erfolgte als Airplay am 6. Februar 2007 in den Vereinigten Staaten. Am 2. April 2007 erschien es als Teil von Timbalands zweitem Studioalbum Shock Value. Kurz nach der Albumveröffentlichung wurde das Lied erstmals als Single ausgekoppelt. Diese wurde erstmals am 6. April 2007 als CD-Single durch die Musiklabels Interscope Records sowie Mosley Music veröffentlicht und erschien weltweit in verschiedenen Ausführüngen.

## Inhalt
Jeder der drei Interpreten singt eine Strophe allein, die jeweils gegen einen bestimmten Musiker gerichtet ist. Nelly Furtado richtet ihre Strophe gegen Fergie von den Black Eyed Peas wegen ihres Urheberstreits mit deren Song Glamorous, Justin Timberlake seine gegen Prince und Timbaland seine gegen Scott Storch. Grund dafür ist eine Kontroverse zwischen den jeweils aufgeführten Künstlern.

## Musikvideo
Bei dem zu Give It to Me gedrehten Musikvideo führten Paul Allen und Timbaland Regie. Es zählte bis Juni 2023 über 145 Millionen Aufrufe auf YouTube.

## Kommerzieller Erfolg

### Chartplatzierungen
Give It to Me avancierte zum Nummer-eins-Hit im Vereinigten Königreich und den Vereinigten Staaten. Darüber hinaus erreichte es Top-10-Platzierungen in Neuseeland (Rang 2), Deutschland und Österreich (je Rang 3), Belgien-Flandern und Norwegen (Rang 4), Finnland und Schweiz (Rang 6), Belgien-Wallonien, Frankreich und Niederlande (je Rang 7) sowie Italien (Rang 8).
| ChartsChartplatzierungen       | Höchstplatzierung | Wochen |
| ------------------------------ | ----------------- | ------ |
| Deutschland (GfK)              | 3 (27 Wo.)        | 27     |
| Kanada (MC)                    | 2 (13 Wo.)        | 13     |
| Österreich (Ö3)                | 3 (34 Wo.)        | 34     |
| Schweiz (IFPI)                 | 6 (49 Wo.)        | 49     |
| Vereinigte Staaten (Billboard) | 1 (27 Wo.)        | 27     |
| Vereinigtes Königreich (OCC)   | 1 (35 Wo.)        | 35     |

| ChartsJahrescharts (2007)      | Platzierung |
| ------------------------------ | ----------- |
| Deutschland (GfK)              | 14          |
| Österreich (Ö3)                | 19          |
| Schweiz (IFPI)                 | 19          |
| Vereinigte Staaten (Billboard) | 21          |
| Vereinigtes Königreich (OCC)   | 22          |

### Auszeichnungen für Musikverkäufe
| Land/Region                  | Auszeichnungen für Musikverkäufe (Land/Region, Auszeichnung, Verkäufe) | Verkäufe  |
| ---------------------------- | ---------------------------------------------------------------------- | --------- |
| Belgien (BRMA)               | Gold                                                                   | 25.000    |
| Brasilien (PMB)              | Platin                                                                 | 60.000    |
| Dänemark (IFPI)              | Platin                                                                 | 15.000    |
| Deutschland (BVMI)           | 3× Gold                                                                | 450.000   |
| Kanada (MC)                  | 2× Platin                                                              | 160.000   |
| Neuseeland (RMNZ)            | Gold                                                                   | 7.500     |
| Norwegen (IFPI)              | Gold                                                                   | 5.000     |
| Schweiz (IFPI)               | Platin                                                                 | 30.000    |
| Vereinigte Staaten (RIAA)    | 3× Platin                                                              | 3.000.000 |
| Vereinigtes Königreich (BPI) | Platin                                                                 | 600.000   |
| Insgesamt                    | 4× Gold · 10× Platin ·                                                 | 4.352.500 |

Hauptartikel: Timbaland/Auszeichnungen für Musikverkäufe